# 沙河源站
沙河源站位于中华人民共和国四川省成都市金牛区中环路洞子口路段与政通路交叉口东侧地下，是成都地铁27号线的地铁车站，于2024年12月19日启用。

## 车站概要
沙河源站位于金牛区沙河源街道中环路洞子口路段与政通路交叉口东侧，沿中环路洞子口路段东西向设置。因临近沙河从锦江分流的源头而得名。本站在规划阶段曾用名“福源路站”。

## 车站结构
沙河源站为地下二层四柱五跨13米宽岛式站台车站，全长165米，宽35~43.6米，总建筑面积14752平方米。车站采用明挖法施工。

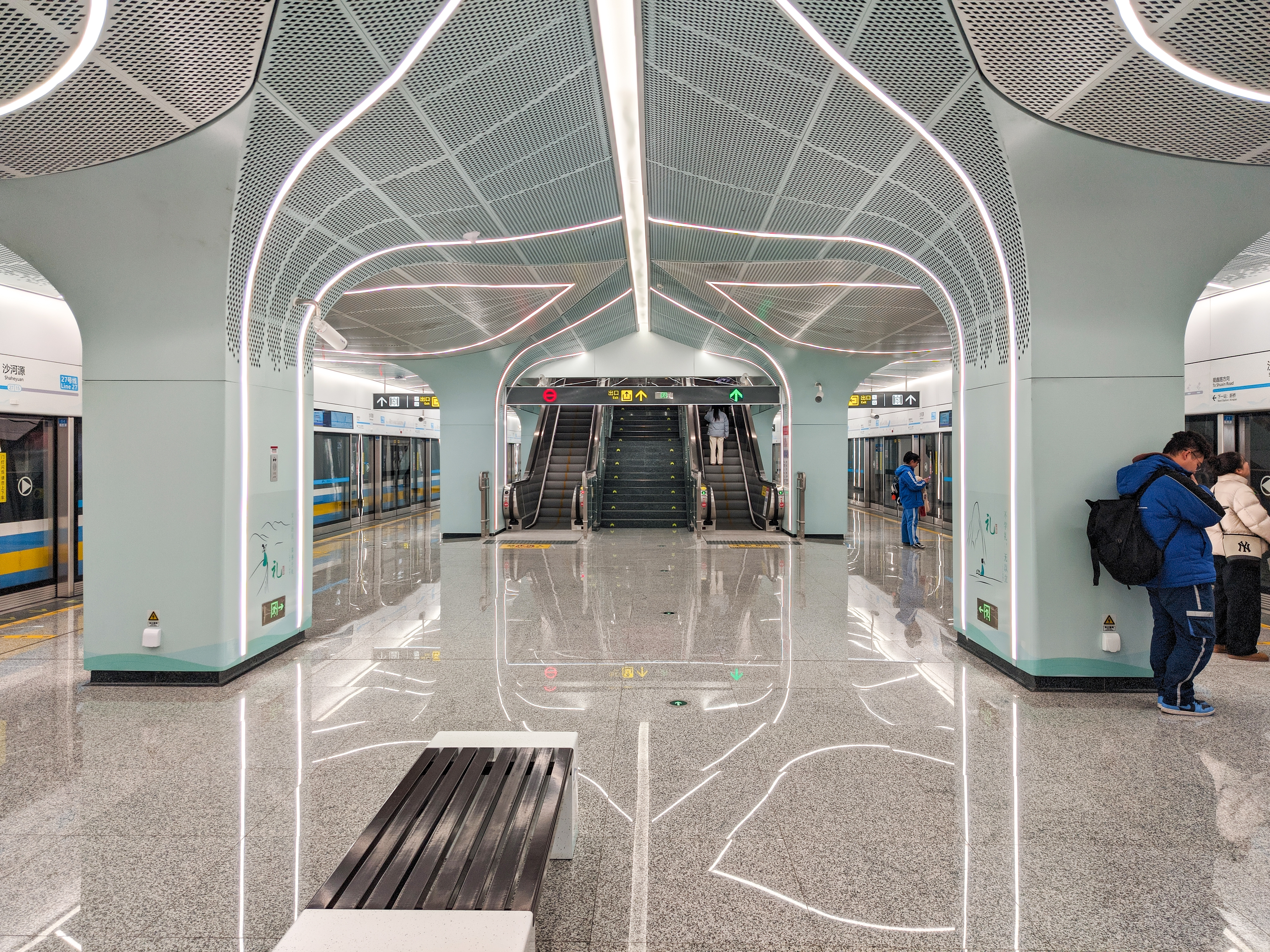
站台
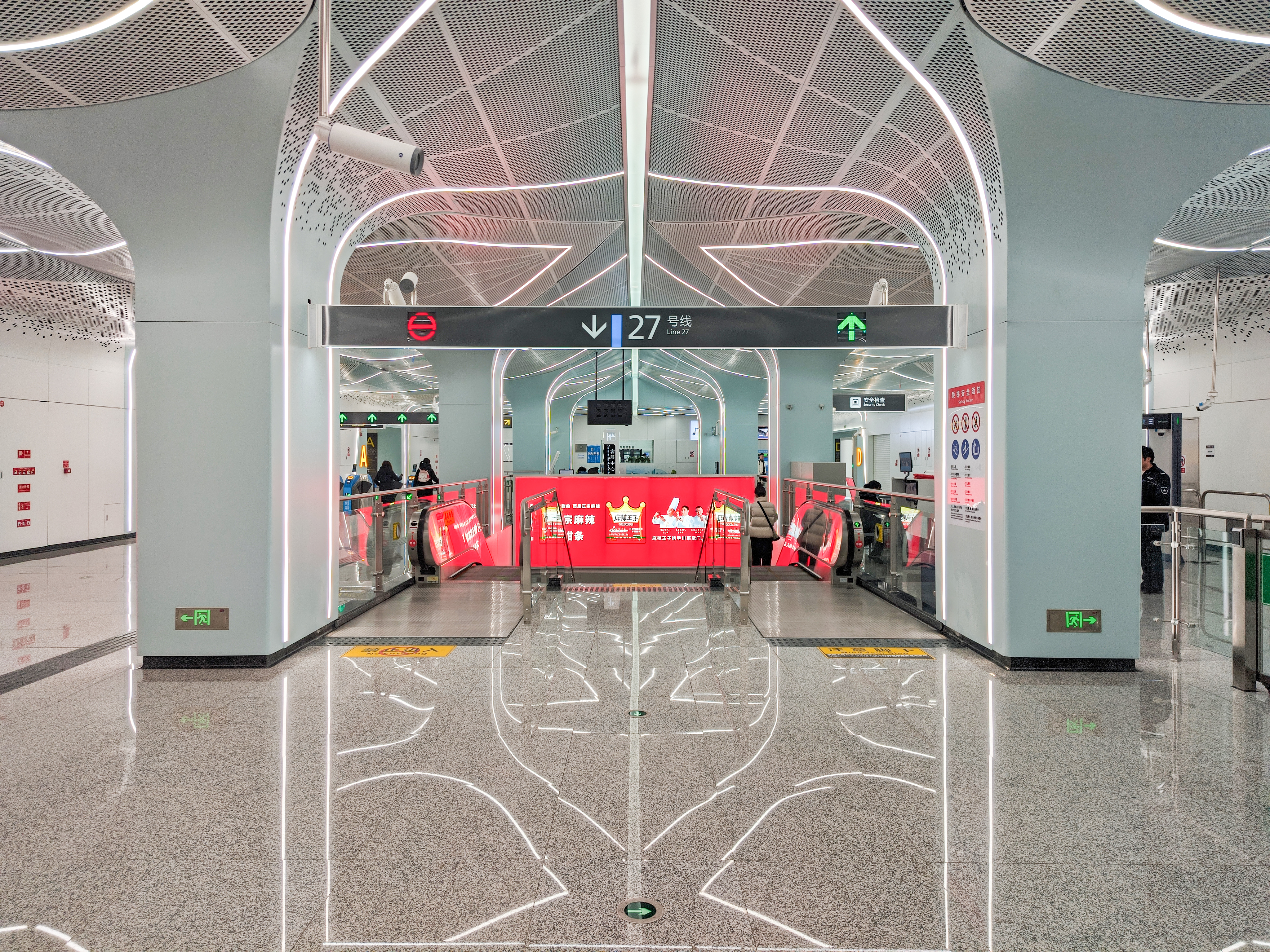
站厅

| 地面              | 0    | 出口A–D                                                                                             |
| 地下一层          | 站厅 | 自助购票 客服中心                                                                                   |
| 地下二层          | 站台 | \| \| \| 27号线往石佛（洞子口） \| \| 島式 · 開左邊车门 \| \| \| \| \| \| 27号线往蜀鑫路（新桥） \| |
|                   |      | 27号线往石佛（洞子口）                                                                              |
| 島式 · 開左邊车门 |      | |
|                   |      | 27号线往蜀鑫路（新桥）                                                                              |

- 站台
- 站厅

## 出入口
本站目前开放5个出入口。
|              |            |                     |                              |      |
| 编号         | 设施       | 设施                | 指示                         | 照片 |
|              | 无障碍电梯 | 无障碍电梯          | 中环路洞子口路段、洞子口北街 |      |
| 出口 · B     |            |                     | 政通路、北三环路一段         |      |
| 出口 · C · 1 | 无障碍电梯 | 无障碍卫生间 哺乳室 | 沙河源西路、政通路           |      |
| 出口 · C · 2 |            |                     | 政通路、中环路金府路段       |      |
| 出口 · D     |            |                     | 中环路洞子口路段、沙河源西路 |      |

## 大事记
- 2022年4月13日，车站主体结构施工。[7]
- 2022年6月30日，车站主体结构封顶。[5]